# Rubus lichuanensis
Rubus lichuanensis är en rosväxtart som beskrevs av Tse Tsun Yu och L.T. Lu. Rubus lichuanensis ingår i släktet rubusar, och familjen rosväxter. Inga underarter finns listade i Catalogue of Life.